# Grote Prijs Stad Zottegem 2000
Il Grote Prijs Stad Zottegem 2000, sessantacinquesima edizione della corsa, si svolse il 22 agosto 2000 su un percorso di 187 km, con partenza e arrivo a Zottegem. Fu vinto dal belga Michel Vanhaecke della Tonissteiner-Landbouwkrediet davanti ai suoi connazionali Dave Bruylandts e Serge Baguet.

## Ordine d'arrivo (Top 10)
| Pos. | Corridore          | Squadra                             | Tempo    |
| ---- | ------------------ | ----------------------------------- | -------- |
| 1    | Michel Vanhaecke   | Tonissteiner-Landbouwkrediet        | 4h13'00" |
| 2    | Dave Bruylandts    | Palmans-Ideal                       | s.t.     |
| 3    | Serge Baguet       | Lotto-Adecco                        | s.t.     |
| 4    | Scott Sunderland   | Palmans-Ideal                       | a 5"     |
| 5    | Geert Omloop       | Collstrop-De Federale Verzekeringen | a 58"    |
| 6    | Andy De Smet       | Spar-Oki                            | s.t.     |
| 7    | Wim Vansevenant    | Farm Frites                         | s.t.     |
| 8    | Kurt Van Landeghem | Tonissteiner-Landbouwkrediet        | s.t.     |
| 9    | Matthé Pronk       | Rabobank                            | s.t.     |
| 10   | Coen Boerman       | Rabobank                            | a 1'37"  |